# Parachaenichthys
Parachaenichthys är ett släkte av fiskar. Parachaenichthys ingår i familjen Bathydraconidae.
Kladogram enligt Catalogue of Life:
| Parachaenichthys | \| \| Parachaenichthys charcoti \| \| \| \| \| \| Parachaenichthys georgianus \| \| \| \| |
|                  | \| \| Parachaenichthys charcoti \| \| \| \| \| \| Parachaenichthys georgianus \| \| \| \| |
|                  | Acanthodraco                                                                              |
|                  |                                                                                           |
|                  | Akarotaxis                                                                                |
|                  |                                                                                           |
|                  | Bathydraco                                                                                |
|                  |                                                                                           |
|                  | Cygnodraco                                                                                |
|                  |                                                                                           |
|                  | Gerlachea                                                                                 |
|                  |                                                                                           |
|                  | Gymnodraco                                                                                |
|                  |                                                                                           |
|                  | Prionodraco                                                                               |
|                  |                                                                                           |
|                  | Psilodraco                                                                                |
|                  |                                                                                           |
|                  | Racovitzia                                                                                |
|                  |                                                                                           |
|                  | Vomeridens                                                                                |
|                  |                                                                                           |
|                  | Parachaenichthys charcoti                                                                 |
|                  |                                                                                           |
|                  | Parachaenichthys georgianus                                                               |
|                  |                                                                                           |

|  | Parachaenichthys charcoti   |
|  |                             |
|  | Parachaenichthys georgianus |
|  |                             |